# Engelsberger Renette

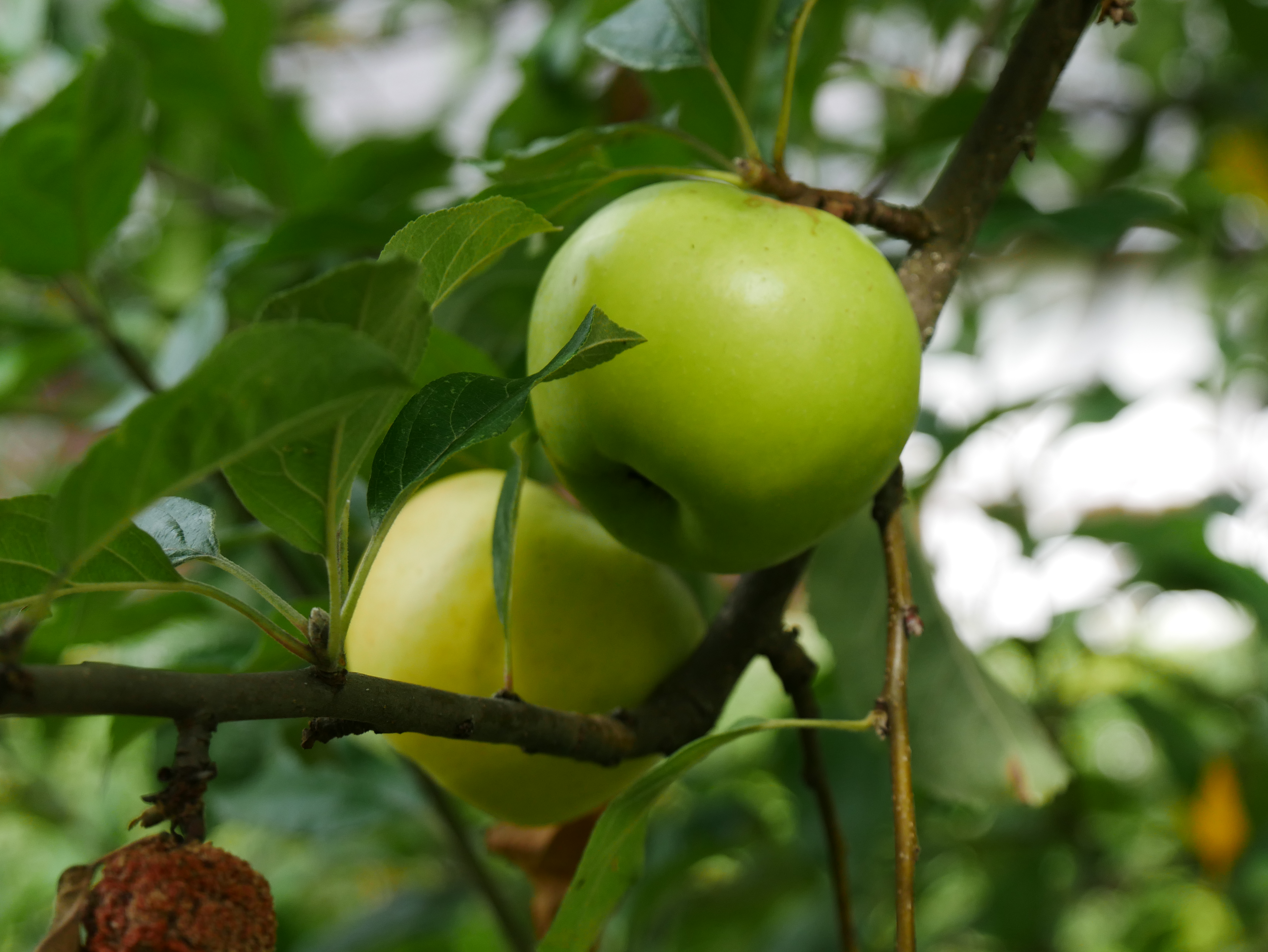
Früchte

Der Herbstapfel Engelsberger Renette, auch Engelsberger, ist eine Sorte des Kulturapfels. Die alte Apfelsorte Engelsberger Renette wurde 1854 als Zufallssämling gefunden. Zunächst vor allem in Baden-Württemberg verbreitet, ist sie heute in vielen Apfelanbauregionen heimisch.

## Merkmale
Die kleinen weißen Blüten zeigen sich je nach Standort von Mitte April bis Anfang Mai.
Die Blätter sind eiförmig und haben einen gesägten Rand. Erntereif sind diese Früchte ab Ende September und sofort zum Frischverzehr bereit. Die Früchte reifen gelb und orangerot aus.

## Nutzung
Die Engelsberger Renette ist ein klassischer Mostapfel. Ob er für den Frischverzehr geeignet ist, wird je nach Quelle unterschiedlich beurteilt. Der Baum gedeiht auch an eher ungünstigen Standorten.

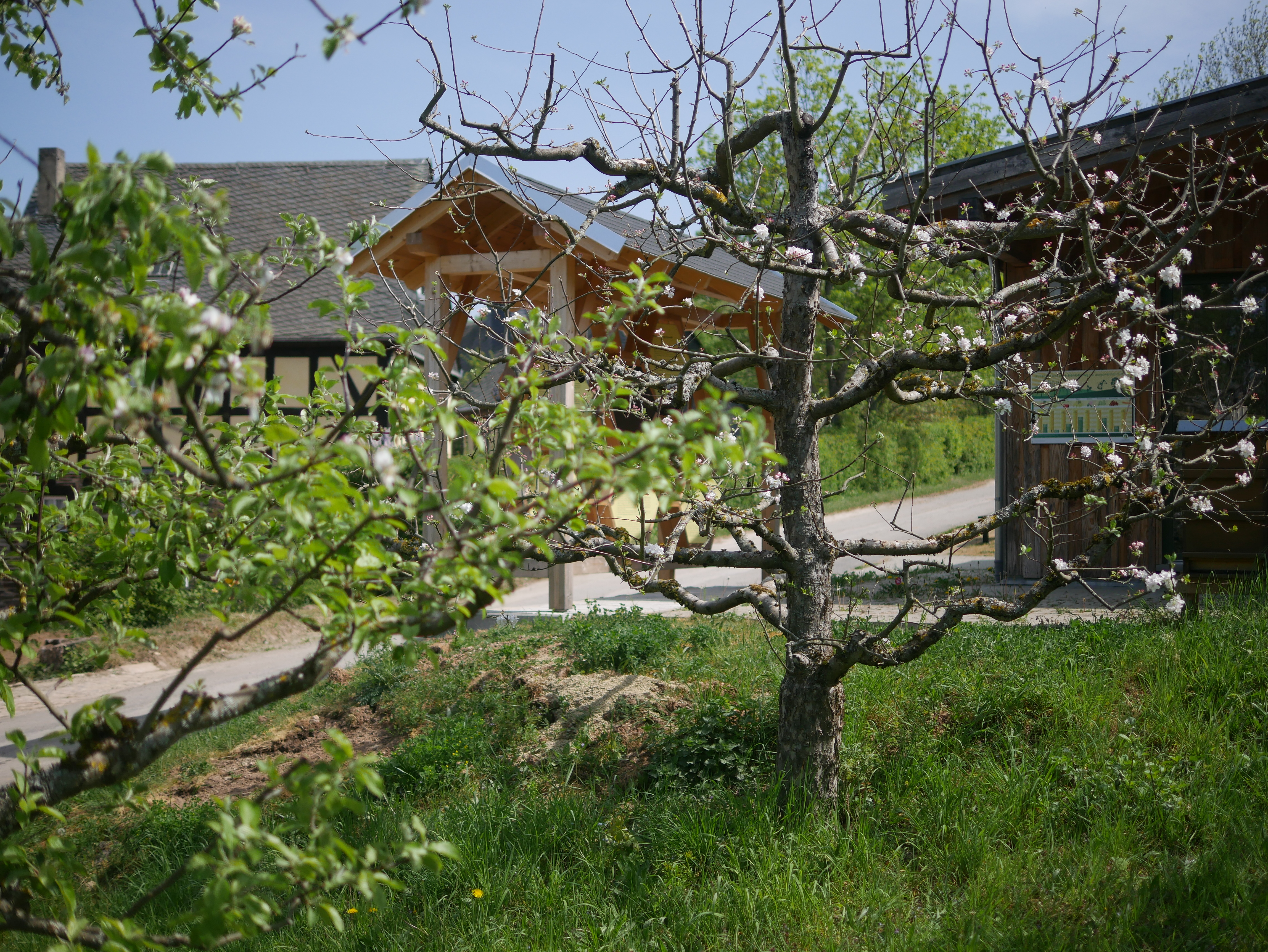
Ganzer Baum
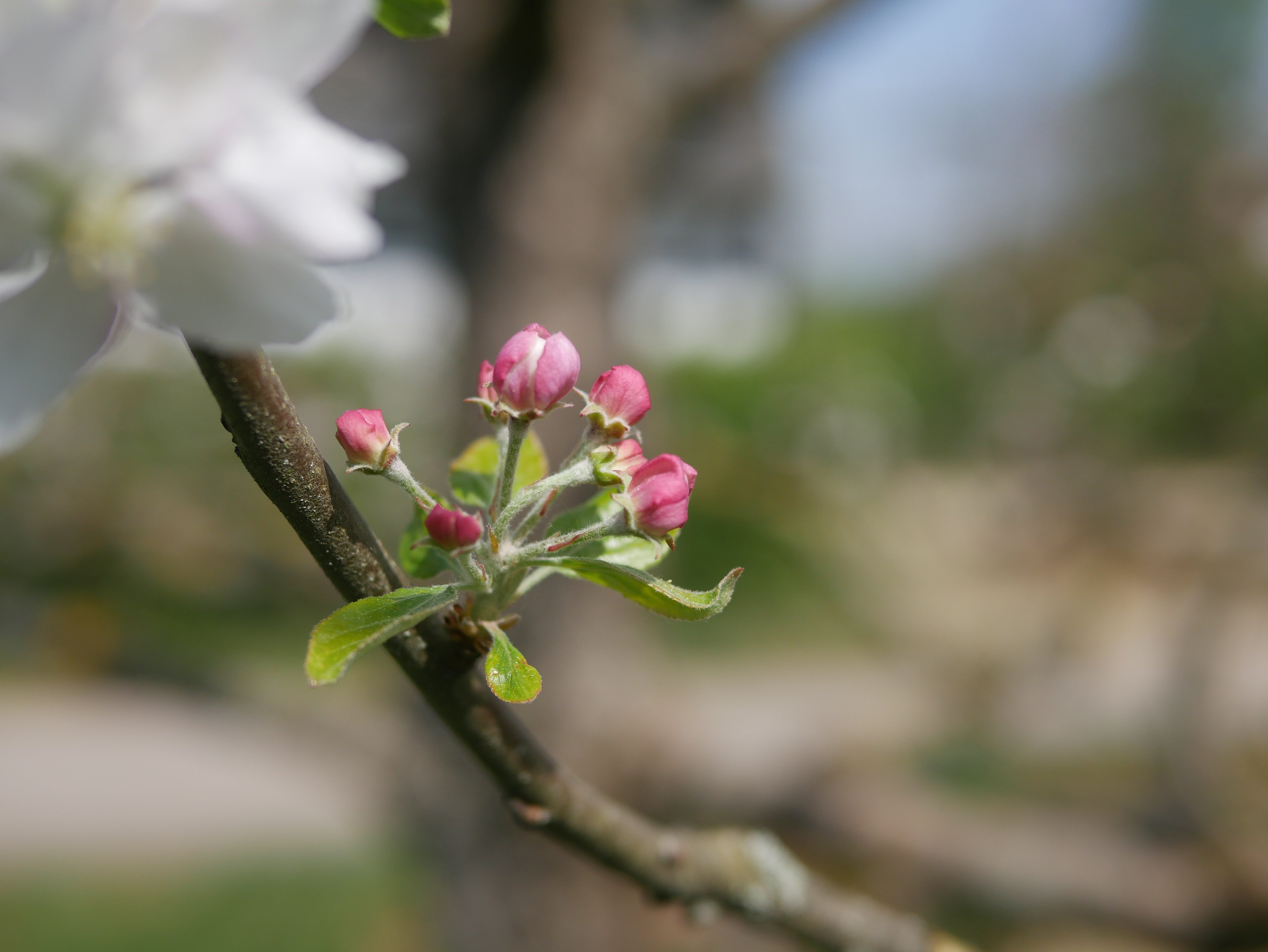
Knospen
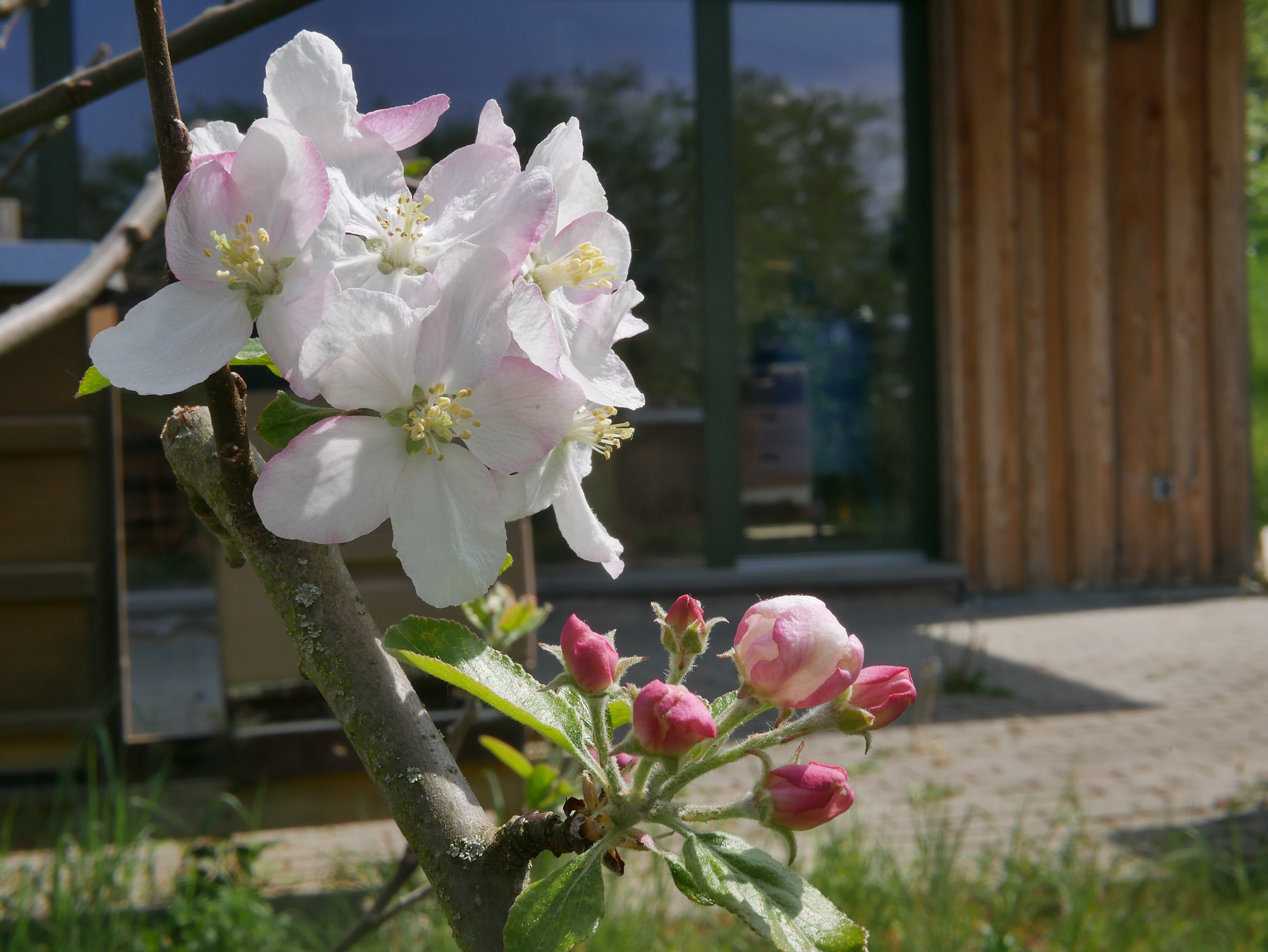
Blüten und Knospen
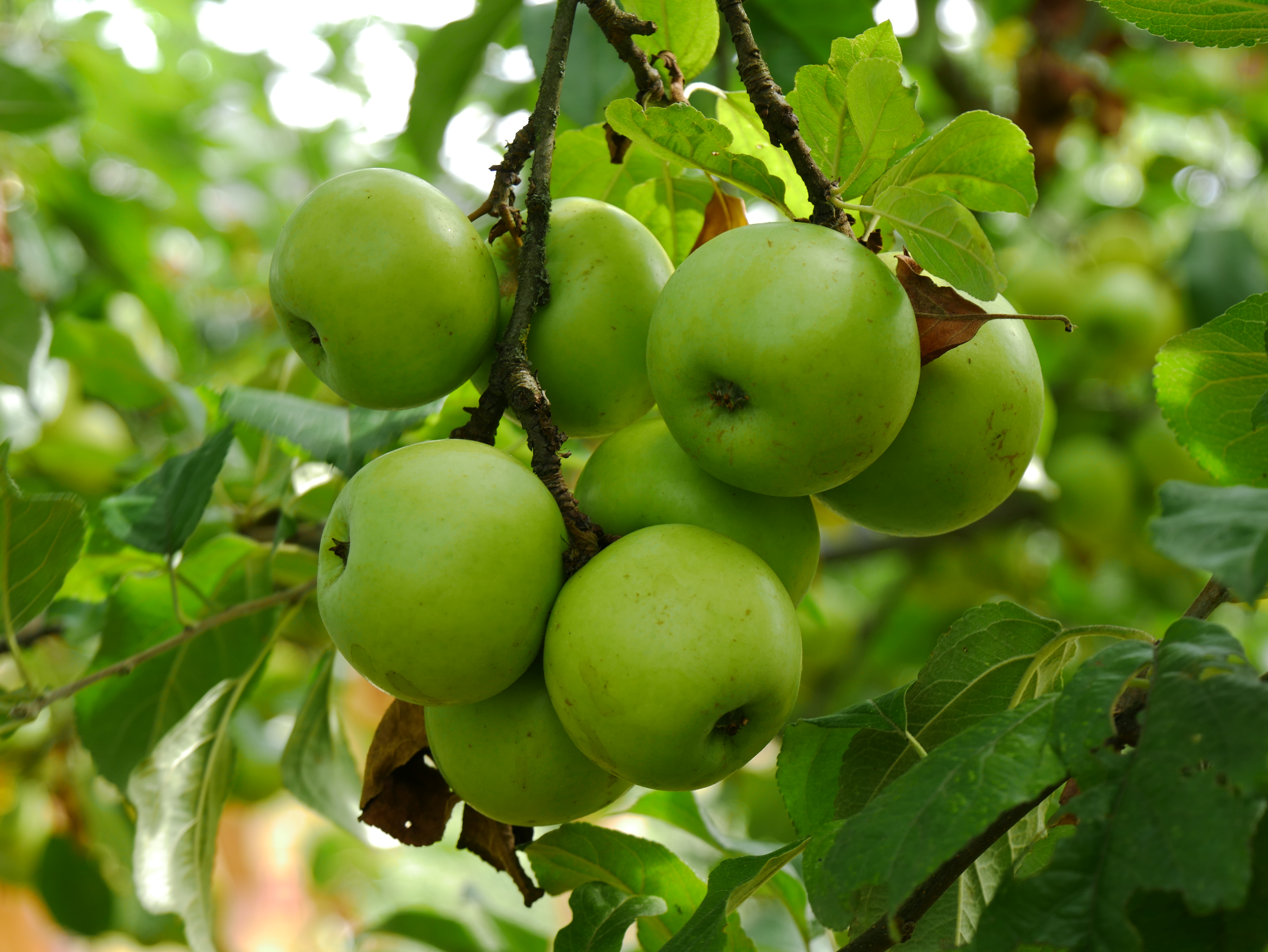
Fruchtstand
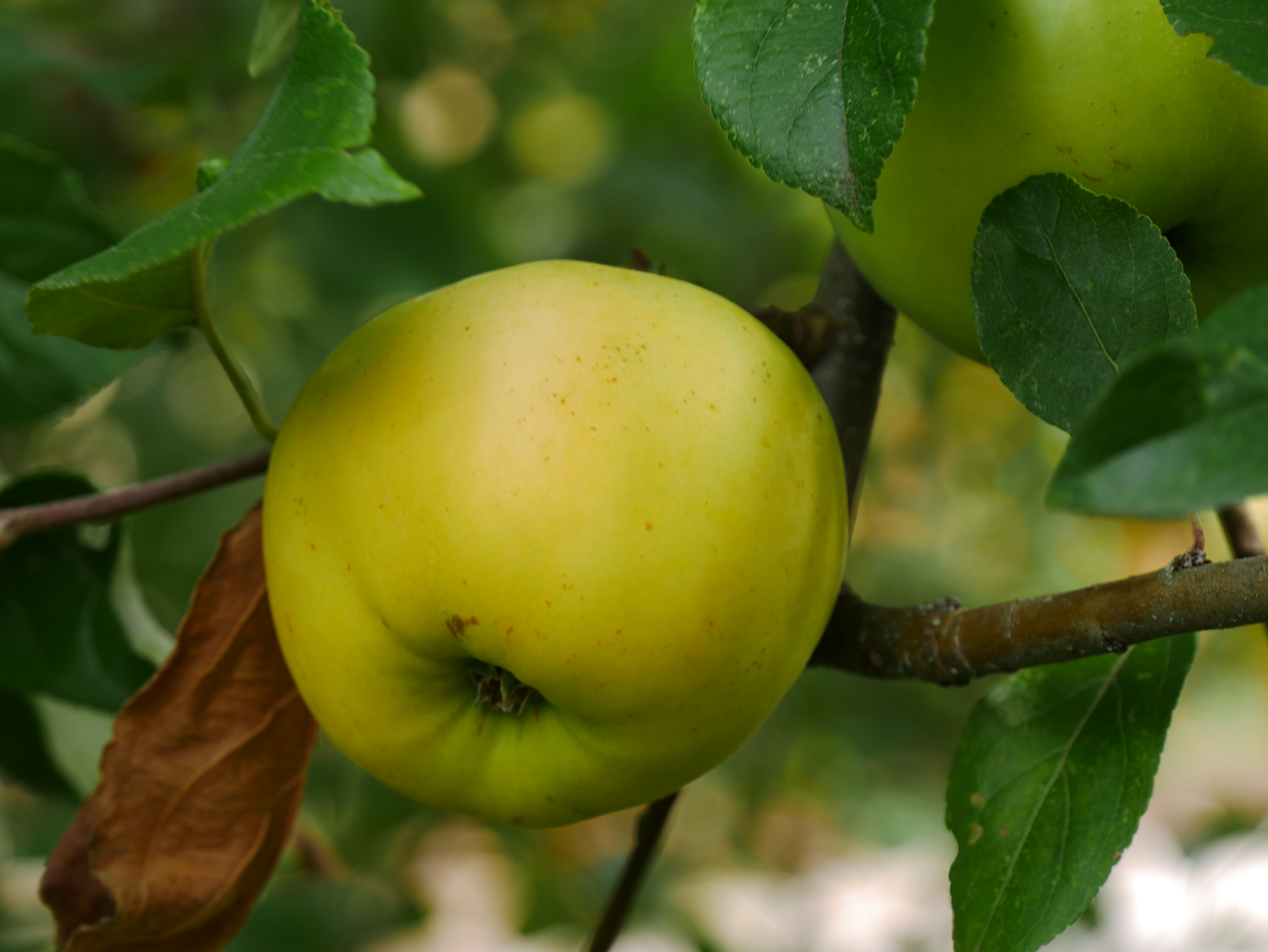
Frucht im Baum
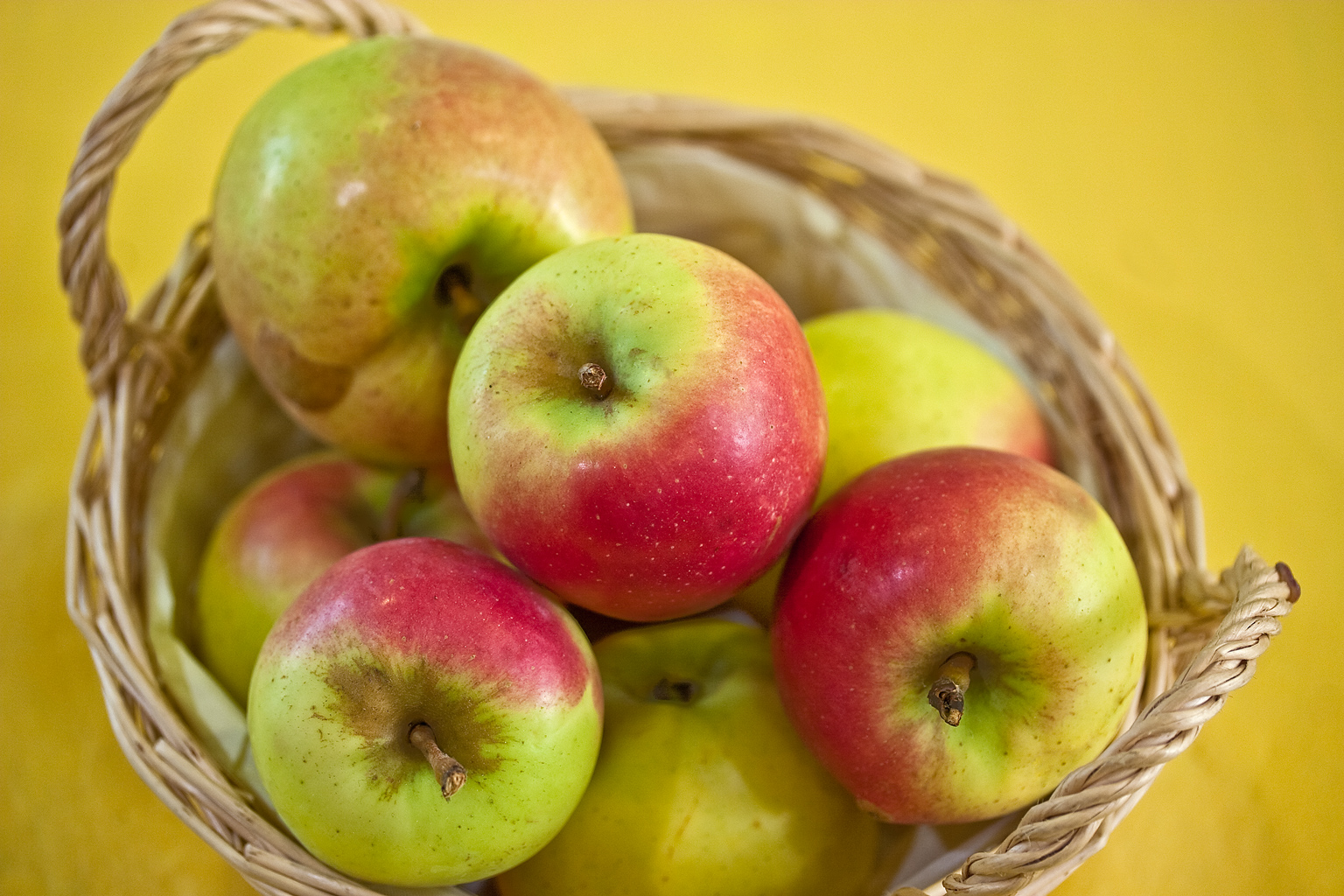
Reife Früchte